# 三好基之
三好 基之（みよし もとゆき、1918年（大正7年）11月6日 - 1989年（平成元年）12月30日）は、日本の実業家。産経新聞社副社長、西友ストア社長、三島製紙社長。

## 来歴・人物
政治家三好英之の長男として鳥取県米子市道笑町に生まれる。1941年東京帝国大学法学部卒。
戦後、経済同友会に勤務していた時に国策パルプ工業社長の水野成夫に認められ、1950年同社に入社。1958年総務部副部長。

### 西武流通グループに入る
1958年、水野が産経新聞社再建の社長として乗り込むと、三好もそれに従い、取締役として産経入りした。その後、常務、専務、副社長と昇進を果たす。
水野が産経新聞を退陣する際、三好も行動を共にして退社する決意を固める。その機会を捉えて、西武百貨店の経営陣補強のため堤清二が水野に三好の貰い受けを打診し、水野は快諾。1969年、三好は西武百貨店副社長として迎えられ、産経時代営業の経験があったことから、営業本部長を委嘱された。
1973年、堤から西友ストア社長の椅子を譲られる。西友ストアは翌74年9月に東京証券取引所への上場を控え、「ナショナル・チェーン」としての立場を確立するために、北は北海道から南は九州まで一斉に出店の準備を進めていた。堤は、昭和40年代後半に「52年度までに、店舗数200、売上高1兆1900億円の全国チェーンをつくりあげる」という"1兆円構想"を掲げていた。ところが、1973年10月に勃発した第四次中東戦争で、いわゆる石油ショックが起こり、高度成長は止まる。消費は急速に冷え込み、全国展開にブレーキがかかった。新社長三好の仕事は、減速経営へ転換を図ることだった。
西友ストアは、創業わずか10周年で、西武流通グループで初めて上場を果たした企業である。だが、景気後退の中、上場後の初決算である昭和50年2月の業績で、当初見込んでいた売上高3,150億円が2,990億円と160億円も下回り、経常利益も29億円が22億円と7億円も下回るなど、上場前後から経営不振に陥った。結局、三好は1975年2月19日に社長を更迭される。
その後、西武化学工業、レストラン西武の各社長を歴任。1979年に古巣の国策パルプの関連会社・三島製紙顧問となり、翌年社長に就く。三好は三島製紙に転出する際、何らかの形でグループ内に留まって欲しいという堤の要請を固辞し、西武との関係も一切絶った。三島製紙相談役に退いた後、1989年12月30日、急死。71歳没。
趣味はゴルフ。宗教は曹洞宗。

## 家族・親族・家系

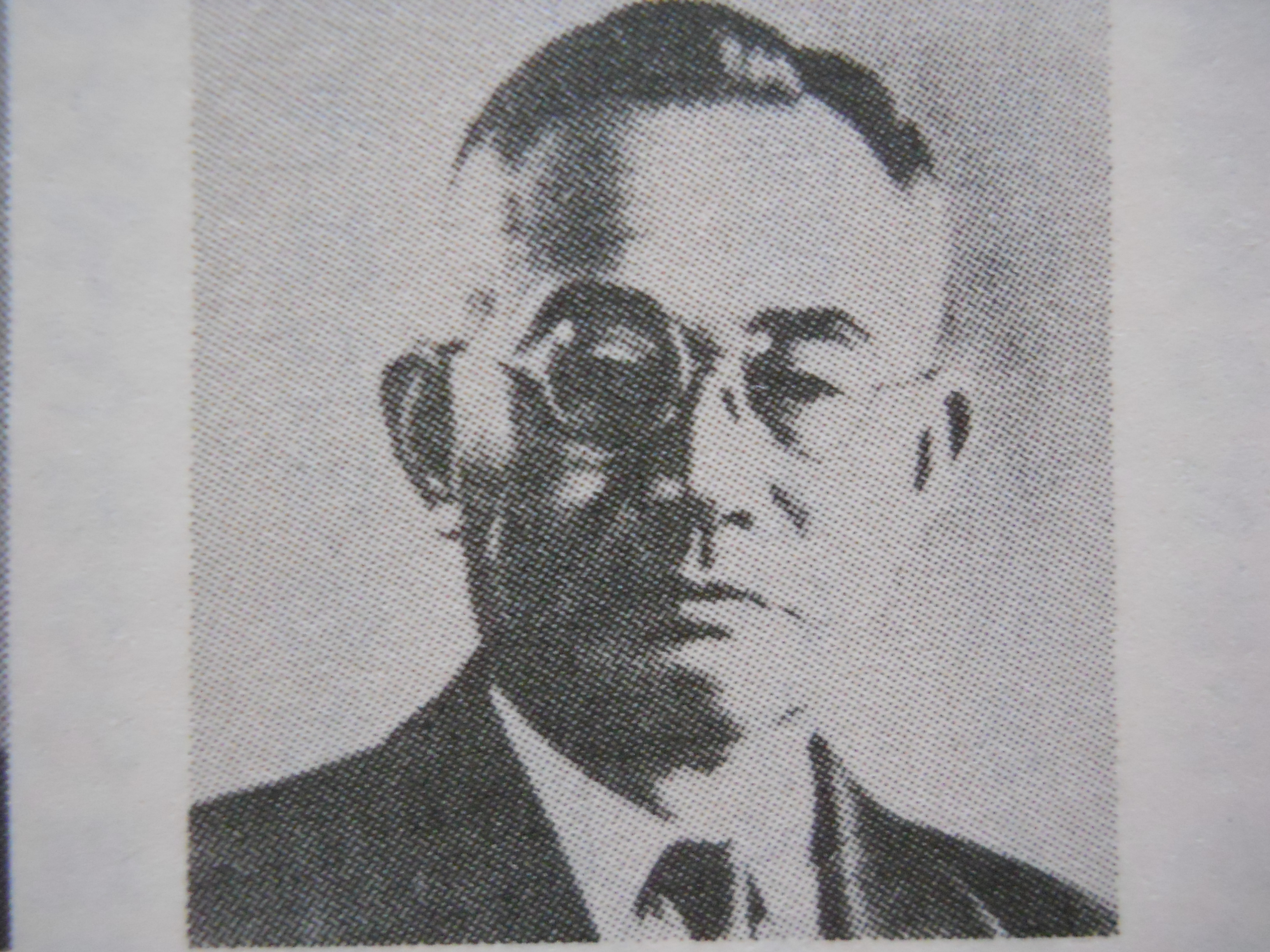
父・三好英之

- 妻（米原章三長女）[5]
- 息子、娘[5]